# Albert Neisser
Albert Ludwig Sigesmund Neisser (Schweidnitz, 22 januari 1855 – Breslau, 30 juli 1916) was een Duits arts die de veroorzaker (ziekteverwekker) van gonorroe ontdekte, een bacteriestam die naar hem werd genoemd (Neisseria gonorrhoeae).

## Biografie
Neisser werd geboren in de Silezische stad Schweidnitz (nu Świdnica, in Polen) als zoon van een bekende joodse arts, Moritz Neisser. Nadat hij de lagere school in Münsterberg had voltooid, schreef Neisser zich in voor de St. Maria Magdalena School in Breslau (nu Wrocław, in Polen). Op deze school was hij een tijdgenoot van een andere grote naam in de geschiedenis van de geneeskunde, Paul Ehrlich. Hij behaalde zijn diploma in 1872.
Neisser begon medicijnen te studeren aan de Universiteit van Breslau, maar verhuisde later naar Erlangen, waar hij zijn studie in 1877 afrondde. Aanvankelijk wilde Neisser internist worden, maar vond geen geschikte plek. Hij vond echter werk als assistent van de dermatoloog Oskar Simon (1845–1892), waarbij hij zich concentreerde op seksueel overdraagbare aandoeningen en lepra. Gedurende de volgende twee jaar bestudeerde en verkreeg hij experimenteel bewijs over de ziekteverwekker voor gonorroe, Neisseria gonorrhoeae.
Neisser was ook de mede-ontdekker van de veroorzaker van lepra. In 1879 gaf de Noorse arts Gerhard Armauer Hansen enkele weefselmonsters van zijn patiënten aan de jonge Neisser, die hem in Noorwegen had bezocht om zo'n honderd leprapatiënten te onderzoeken. Neisser kleurde met succes de bacteriën en kondigde zijn bevindingen aan in 1880, waarbij hij beweerde de pathogenese van lepra te hebben ontdekt. Er  ontstond een conflict tussen Neisser en Hansen, omdat Hansen er niet in was geslaagd het organisme te kweken en ondubbelzinnig het verband met lepra aan te tonen, hoewel hij de bacterie sinds 1872 had waargenomen.
In 1882 werd Neisser op 29-jarige leeftijd door de universiteit benoemd tot buitengewoon hoogleraar en werkte hij als dermatoloog in het academisch ziekenhuis van Breslau. Later werd hij gepromoveerd tot hoofd van het ziekenhuis. In het volgende jaar trouwde hij met Toni Kauffmann.
In 1898 publiceerde Albert Neisser klinische onderzoeken naar serumtherapie bij patiënten met syfilis. Hij injecteerde celvrij serum van patiënten met syfilis bij patiënten die waren opgenomen voor andere medische aandoeningen. De meeste van deze patiënten waren prostituees, die niet op de hoogte waren van het experiment en ook niet om hun toestemming waren gevraagd. Toen sommigen van hen syfilis opliepen, voerde Neisser aan dat de vrouwen geen syfilis opliepen als gevolg van zijn seruminjecties, maar de ziekte opliepen omdat ze als prostituee werkten. 
In 1905 en 1906 reisde Neisser naar Java om de mogelijke overdracht van syfilis van apen op mensen te bestuderen. Later werkte hij samen met August Paul von Wassermann (1866–1925) aan de ontwikkeling van de beroemde diagnostische test voor het opsporen van Treponema pallidum-infecties, en ook aan het testen van het eerste chemotherapeutische middel voor syfilis, Salvarsan, dat werd ontwikkeld door zijn voormalige schoolgenoot Paul Ehrlich. In 1907 werd Neisser gepromoveerd tot gewoon hoogleraar dermatologie en seksueel overdraagbare aandoeningen in Breslau.
Als wetenschappelijk leider was Neisser ook zeer actief. Op het gebied van de volksgezondheid promootte hij krachtig preventieve en educatieve maatregelen voor het publiek, en de betere sanitaire controle van prostituees om geslachtsziekten te bestrijden. Hij was een van de oprichters van de Deutsche Gesellschaft zur Bekämpfung der Geschlechtskrankheiten (Duitse vereniging voor het bestrijden van geslachtsziekten) in 1902, en van de Deutsche Dermatologische Gesellschaft (Duitse dermatologische vereniging) in 1888.
Neisser stierf aan sepsis op 30 juli 1916, op 61-jarige leeftijd, in Breslau.